# Pareutropius longifilis
Pareutropius longifilis és una espècie de peix de la família dels esquilbèids i de l'ordre dels siluriformes.

## Morfologia
- Els mascles poden assolir 10,2 cm de longitud total.[1][2]

## Reproducció
És ovípar i els ous no són protegits pels pares.

## Hàbitat
És un peix d'aigua dolça i de clima tropical (23 °C-27 °C).

## Distribució geogràfica
Es troba a Àfrica.